# Port Washington (thị trấn), Wisconsin
Port Washington là một thị trấn thuộc quận Ozaukee, tiểu bang Wisconsin, Hoa Kỳ. Năm 2010, dân số của thị trấn này là 1.589 người.